# Brama Głogowska
Brama Głogowska (także: Baszta Głogowska) – element fortyfikacji miejskich Legnicy. 
Trójkondygnacyjna wieża została wzniesiona w 1. połowie XV wieku w miejscu obiektu wcześniejszego, pochodzącego z XIII wieku i broniącego wjazdu do miasta przez Bramę Głogowską od strony Głogowa. Była pierwotnie wieżą obronną w pierścieniu murów miejskich. W czasie XIX-wiecznego remontu obiekt nakryto czterospadowym dachem, a także przebito neogotycką bramę przejazdową i dopiero od tego czasu wieża posiada charakter przejazdowy. Pozostawiono wtedy tarczę zegara słonecznego i blanki, które ostatecznie zlikwidowano (zamurowano) w XX wieku. Kolejne drobne remonty wieża przeszła w latach 2009 i 2011.